# Rifhagedisvis
De rifhagedisvis (Synodus variegatus synoniemen: Synodus englemani of S. engelmani) is een straalvinnige vissensoort uit de familie van hagedisvissen (Synodontidae). De wetenschappelijke naam van de soort is voor het eerst in 1803 gepubliceerd door Bernard Germain de Lacépède.

## Kenmerken
Deze slanke, rolronde vis is aangepast aan de contouren van de zeebodem en heeft een bruin, oranje en roodachtig lichaam. Hij heeft een spitse snuit en een vrij grote bek. De lichaamslengte bedraagt 25 tot 35 cm.

## Leefwijze
Deze vis leeft meestal op de bodem, maar hij graaft zich ook weleens in, met de snuit en ogen boven het zand. Als een argeloze vis voorbij komt, maak hij een bliksemsnelle uitval.

## Verspreiding en leefgebied
Deze soort komt algemeen voor in de Grote- en Indische Oceaan.